# Skrovlig skinnarbagge
Skrovlig skinnarbagge (Thanatophilus rugosus) är en asätande skalbaggsart som först beskrevs av Carl von Linné 1758.  Thanatophilus rugosus ingår i släktet Thanatophilus, och familjen asbaggar.

## Beskrivning
Den skrovliga skinnarbaggen är en mattsvart, mycket platt, oval skalbagge med tät men kort, gul behåring på huvud och halssköld. Antennerna har en tydlig klubba, halsskölden är påtagligt bred, och täckvingarna med knölar som ger ett skrovligt intryck. De har dessutom tre längsstrimmor vardera. Längden är 10 till 12,5 mm.

## Ekologi
Arten lever främst av as, från både större och mindre djur. Den har också påträffats på spillning, något som tros bero på att den även äter fluglarver. Den kan också återfinnas på människolik, och anses därför ha potential att bli en värdefull indikator i forensisk verksamhet.

## Utbredning
Artens utbredning sträcker sig från hela Europa österut till Kaukasus. Den förekommer också på Koreahalvön och i Japan.
I Sverige har arten observerats i alla landskap utom Härjedalen och Medelpad. I Finland förekommer den spritt över hela landet. I båda länderna är den klassificerad som livskraftig (LC)..